# Uharte-Arakil
Uharte-Arakil település Spanyolországban, Navarra autonóm közösségben. Uharte-Arakil Arruazu, Irañeta, Lakuntza, Arakil, Ergoiena és Larraun községekkel határos. Lakosainak száma 791 fő (2024).

## Népesség
A település népessége az elmúlt években az alábbi módon változott:
| Lakosok száma | 801  | 776  | 774  | 841  | 827  | 839  | 828  | 805  | 791  | 791  |
|               | 2001 | 2004 | 2007 | 2009 | 2012 | 2014 | 2017 | 2019 | 2022 | 2024 |